# Audiohacking
Audiohacking é o uso de métodos e estratégias que utilizam estímulos sonoros para influenciar o sistema nervoso e induzir estados mentais desejados. Esses estados mentais podem ser sono, concentração ou relaxamento.
Inspirado no biohacking, que é a arte de modificar o ambiente e a biologia interna para otimizar o corpo e a mente, o audiohacking se concentra especificamente no impacto que os sons têm no cérebro.
Sendo assim, o audiohacking é um tipo de biohacking que utiliza sons e músicas para induzir o cérebro a estados mentais desejados.
Um exemplo interessante é efeito de redução da ansiedade demonstrado no estudo de Bradt et al. (2013), que examinou os efeitos das intervenções musicais com tratamento padrão versus tratamento padrão sozinho nas respostas psicológicas e fisiológicas em pessoas com cardiopatia congênita. O estudo conclui que ouvir música pode ter um efeito benéfico sobre a ansiedade em pessoas com doença cardíaca coronária, especialmente aquelas com infarto do miocárdio. Além disso, ouvir música pode ter um efeito benéfico sobre a pressão arterial sistólica, frequência cardíaca, frequência respiratória, qualidade do sono e dor em pessoas com doença cardíaca coronária.
Aliado a isso, o audiohacking utiliza conceitos e técnicas da programação neurolinguística (PNL). Os sons são empregados como uma técnica para reprogramar o cérebro e alterar padrões de pensamento e comportamento. 
De forma geral, o audiohacking pode ser entendido também como uma forma de sound healing. O sound healing é uma prática terapêutica que utiliza o som para promover a harmonia e o relaxamento do corpo e da alma.
Outra fonte de conhecimento utilizada no audiohacking é a escuta ativa. A escuta ativa no contexto do mindfulness é uma prática que envolve ouvir com atenção plena e presença total, buscando compreender não apenas as palavras que estão sendo ditas, mas também as emoções e intenções por trás delas.
1. 1 2  Coda, Eric (28 de outubro de 2024). Audiohacking: Os segredos dos sons e da ciência para você hackear o seu cérebro. Brasília, DF: Eric Coda
2. ↑  Bradt, Joke; Dileo, Cheryl; Potvin, Noah (28 de dezembro de 2013).  Cochrane Heart Group, ed. «Music for stress and anxiety reduction in coronary heart disease patients». Cochrane Database of Systematic Reviews (em inglês) (9). PMC 8454043. PMID 24374731. doi:10.1002/14651858.CD006577.pub3. Consultado em 1 de novembro de 2024